# Gonempeda nyctops
Gonempeda nyctops är en tvåvingeart som först beskrevs av Alexander 1916.  Gonempeda nyctops ingår i släktet Gonempeda och familjen småharkrankar. Inga underarter finns listade i Catalogue of Life.